# شينيا أوهارا
شينيا أوهارا (باليابانية: 上原 慎也) (مواليد 29 سبتمبر 1986)، هو لاعب كرة قدم ياباني سابق كان يلعب كمدافع.

## وصلات خارجية
- شينيا أوهارا على موقع رابطة كرة القدم اليابانية للمحترفين (اليابانية)
- شينيا أوهارا على موقع قاعدة بيانات كرة القدم.إي يو (الإنجليزية)
- شينيا أوهارا على موقع Soccerway.com (الإنجليزية)
- شينيا أوهارا على موقع عالم كرة القدم.نت (الإنجليزية)
- شينيا أوهارا على موقع كووورة